# 21ji Made no Cinderella
21ji Made no Cinderella (21時までのシンデレラ Cenicienta hasta las 9:00 pm?) es el Octavo sencillo de Berryz Kobo. Fue lanzado el 3 de agosto de 2005. El Single V fue lanzado el 17 de agosto de 2005 y vendió un total de 9,105 copias. Este fue el último sencillo de Maiha Ishimura con el grupo antes de graduarse. Este Single también fue publicado en el cumpleaños de Yurina Kumai.

## Lista de Canciones

### CD
- 21ji Made no Cinderella
- Himitsu no U.ta.hi.me (秘密のウ・タ・ヒ・メ; Una cantante secreta)
- 21ji Made no Cinderella (Instrumental)

### Single V
- 21ji Made no Cinderella
- 21ji Made no Cinderella (Dance Shot Version)
- Making Of

## Miembros Presentes
- Saki Shimizu
- Momoko Tsugunaga
- Chinami Tokunaga
- Maasa Sudō
- Miyabi Natsuyaki
- Maiha Ishimura (último sencillo)
- Yurina Kumai
- Risako Sugaya